# Poupée hantée
Une poupée hantée est une  poupée ou un animal en peluche fait à la main, qui est dit comme être maudit ou possédée. Les premiers cas de poupées hantées remontent à l'Égypte antique où les ennemis de Ramsès III auraient tenté d'utiliser de la cire pour créer une image ressemblante à ce dernier afin de provoquer sa mort. Les poudres de la coca  utilisées dans ce rituel étaient censées vivre et maudire tous ceux à qui elles ressemblaient. [Qui ?]On dit souvent que les poupées égyptiennes, les effigies et les poupées Vaudou de l’Asie ont été maudites à cause de leur longue histoire de malédictions et de leur association avec l’occulte.

## Histoire ancienne
Les premières poupées hantées étaient des Poppets et des objets Vaudou créés par les premiers peuples à des fins religieuses ou cérémonielles. Ces objets traditionnels ont ensuite été acquis par diverses civilisations à des fins mystiques ou occultes. À Rome, les poupées étaient souvent utilisées dans les rituels magiques pour représenter un lien avec un dieu ou une déesse. Les prêtres et les magiciens égyptiens utilisaient souvent des poupées à des fins cérémonielles, pour débarrasser le corps du mal ou pour imposer des malédictions à ceux qui allaient à l'encontre de la volonté des dieux.
Les poupées ont historiquement été utilisées pour lancer des malédictions sur d'autres membres d'une communauté à des fins religieuses ou traditionnelles. Certaines des premières effigies étaient utilisées par les cultures Africaines, Amérindiennes et Européennes. Les poupées européennes ont leurs racines dans les premières tribus germaniques et scandinaves qui les utilisaient à des fins cérémonielles. De nos jours, les Wiccans  ont adapté cette pratique à leurs propres usages. La plupart des Wiccans utilisent les poupées comme représentation symbolique d'une personne. Les sorts et autres actions sont exécutés sur la poupée pour transférer tout ce qui pourrait affecter le sujet ciblé dans un rituel de guérison. Les statuettes congolaises mamadou et les figurines Bocio utilisées dans les traditions Vaudou du Bénin et du Togo sont des poupées traditionnelles d’Afrique de l’Ouest et d’Afrique centrale, ressemblant à des effigies dont leurs utilisateurs considèrent qu'ils peuvent « guérir ou protéger ».

## Célèbres poupées hantées

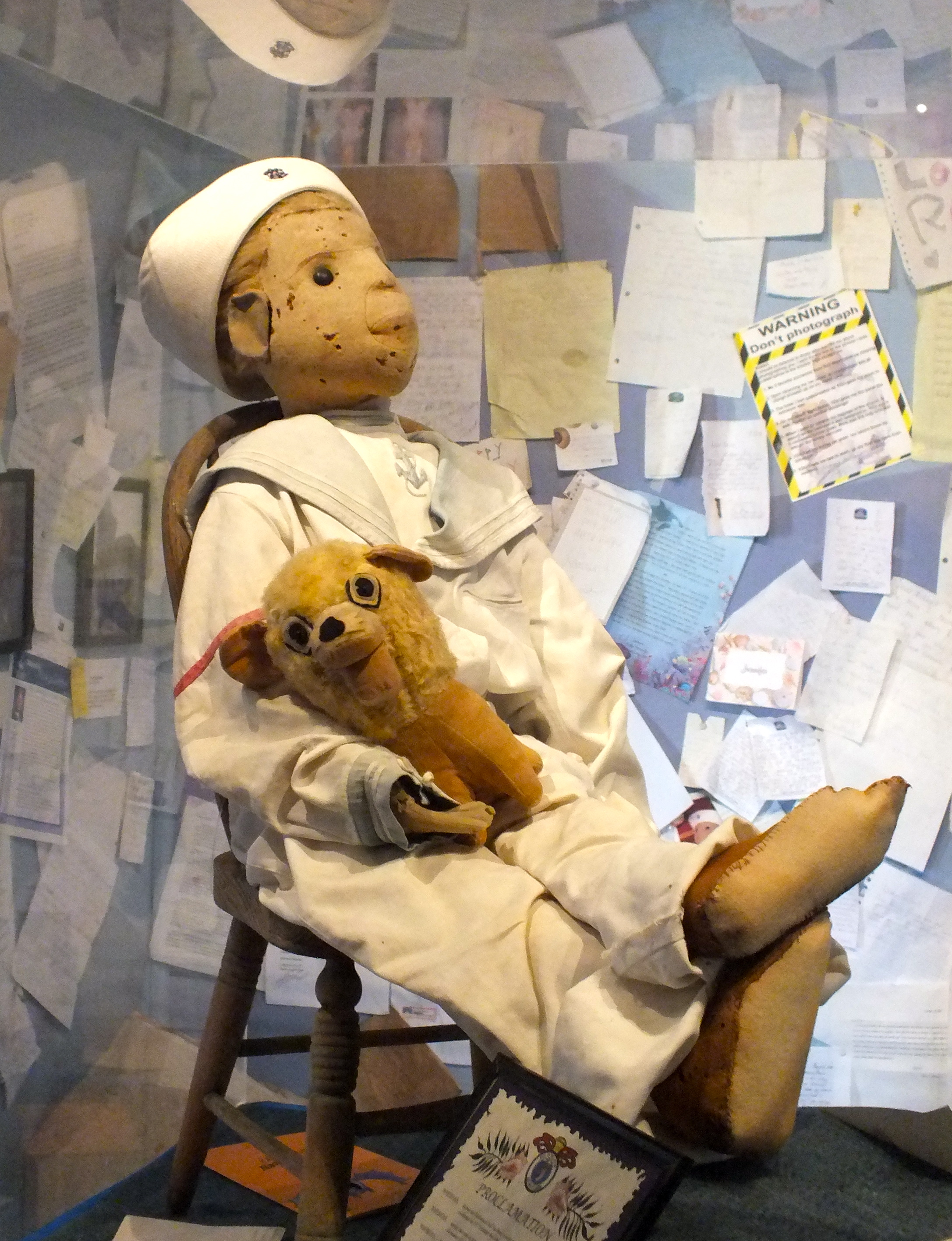
Robert la poupée

Bien que les histoires de poupées hantées ou d'objets maudits, en général, aient une longue histoire, un certain nombre de poupées prétendument hantées sont apparues dans la culture populaire ces dernières années :

### Annabelle
Annabelle est Raggedy Ann, poupée présumée hantée d'après Ed et Lorraine Warren et exposée dans le Warren's Occult Museum de Monroe dans le Connecticut. La poupée a servi de source d'inspiration pour le film Conjuring : Les Dossiers Warren et la trilogie Annabelle.

### Letta la Poupée
Kerry Walton, de Brisbane en Australie, a participé à un certain nombre d’émissions de télévision avec une poupée qu’il aurait trouvée en visitant un bâtiment abandonné, en 1972. Selon Kerry Walton, il a nommé la poupée Letta Me Out en raison de ses caractéristiques surnaturelles.

### Mandy
Fabriquée en Angleterre ou en Allemagne entre 1910 et 1920, Mandy est une poupée en porcelaine offerte au musée Quesnel de Colombie-Britannique, en 1991. On dit qu'elle n'aime pas les autres poupées et on entend souvent un bébé pleurer quand Mandy est aux alentours. On dit aussi que Mandy a des pouvoirs surnaturels.

### Okiku
Selon le folklore japonais moderne, en 1918, un adolescent nommé Eikichi Suzuki a acheté une grande poupée à Hokkaido pour sa sœur cadette, Okiku, qui a donné son nom à la poupée. À la mort d'Okiku, sa famille en est venue à croire que l'esprit d'Okiku habitait la poupée et que les cheveux de la poupée poussaient. La poupée réside dans le temple Mannenji à Hokkaido, où l'on prétend qu'un prêtre coupe régulièrement les cheveux encore en croissance d'Okiku. 

### Poupée Vaudou Zombie
Selon des articles publiés sur Internet, une poupée Vaudou zombie prétendant être « presque vivante » et « très active » a été fabriquée à La Nouvelle-Orléans, et vendue par eBay à une femme de Galveston (Texas), en 2004.

### Pulau Ubin Barbie
Selon la légende Singapourienne, Pulau Ubin Barbie est une poupée Barbie dotée de pouvoirs surnaturels, exposée dans un temple commémoratif.

### Pupa
Selon les histoires publiées sur Internet, Pupa est une poupée qui dit « contenir l'esprit » d'une fillette Italienne décédée.

### Robert
Robert est une poupée exposée au Martello Gallery - Key West Art and Historical Museum de Key West en Floride. Selon la légende locale, la poupée serait possédée par un esprit et aurait causé la mort de plusieurs personnes, ; elle a été la source d'inspiration pour la série de films Chucky et pour la poupée du film d'horreur de 1988, Jeu d'enfant.

## Valeur commerciale
Les poupées hantées sont mises en vente sur des sites tels que Craigslist et eBay.